# 绍德奈 (上马恩省)
绍德奈（法語：Chaudenay，法語發音：[ʃodnɛ]）是法国上马恩省的一个市镇，属于朗格勒区。

## 地理
绍德奈（47°49'26"N, 5°30'5"E）面积4.6 平方千米，位于法国大東部大區上马恩省，该省份为法国东北部内陆省份，北起马恩省和默兹省，西接奥布省，西南接科多尔省，东南接上索恩省，东临孚日省。
与绍德奈接壤的市镇（或旧市镇、城区）包括：上阿芒斯、鲁热、托尔瑟奈、尚瑟夫赖讷。

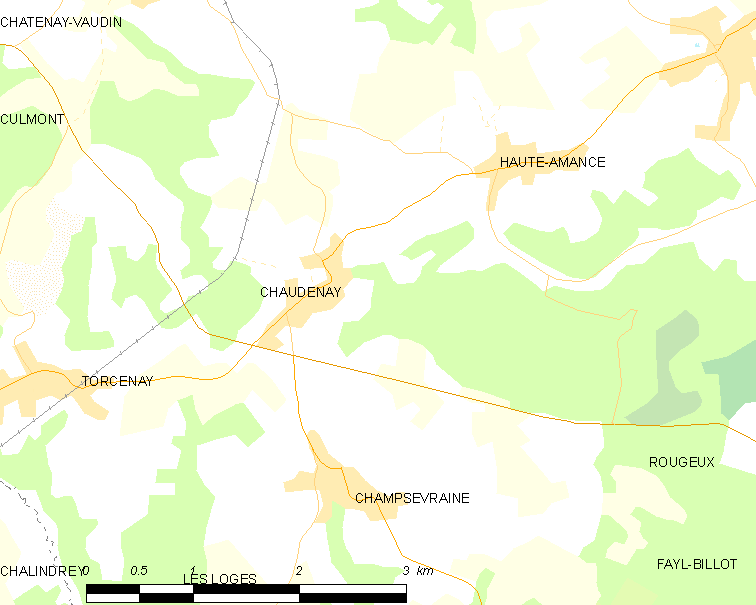
的OSM定位图

绍德奈的时区为UTC+01:00、UTC+02:00（夏令时）。

## 行政
绍德奈的邮政编码为52600，INSEE市镇编码为52119。

## 政治
绍德奈所属的省级选区为沙兰德雷县。

## 人口

1962-2008年间人口变化图示

绍德奈于2022年1月1日时的人口数量为340人。